# Gilles Rousset
Gilles Rousset (Hyères, 22 de agosto de 1963) é um ex-futebolista profissional francês, que atuava como goleiro. Foi duas vezes goleiro internacional com a Seleção Francesa.

## Clubes
| Clube                  | País    | Ano         | Partidas | Gols |
| FC Sochaux             | França  | 1982 - 1990 | 100      | 0    |
| Olympique de Lyon      | França  | 1990 - 1993 | 98       | 0    |
| Olympique de Marseille | França  | 1993 - 1994 | 0        | 0    |
| Stade Rennes           | França  | 1994 - 1995 | 22       | 0    |
| Hearts FC              | Escócia | 1995 - 2001 | 132      | 0    |